# Café Quijano (álbum)
Café Quijano es el primer álbum de estudio del grupo español Café Quijano. Salió a la venta en el mercado español en 1998. El CD contiene diez canciones originales. Será el lanzamiento del primer álbum del mismo nombre de la banda: Café Quijano, que incluye la colaboración del cineasta Ricardo Franco con el tema Loco de amor y que supone una posterior gira de más de 50 conciertos por su país, lo que les hace merecedores del favor y reconocimiento del público, alcanzando rápidamente un alto nivel de popularidad.

## Lista de canciones
| N.º | Título           | Duración |
| --- | ---------------- | -------- |
| 1   | Loco de amor     | 3:32     |
| 2   | Ante todo        | 3:56     |
| 3   | Tu ritmo loco    | 4:09     |
| 4   | Poesía de amor   | 4:20     |
| 5   | La duda eterna   | 3:59     |
| 6   | La vecinita      | 2:53     |
| 7   | Discúlpame       | 3:56     |
| 8   | Envidia          | 3:24     |
| 9   | Pensando en ti   | 3:37     |
| 10  | Por qué me miras | 3:24     |

- Datos: Q5739151